# Marne-Nordsee
Marne-Nordsee é uma associação municipal da Alemanha do estado de Schleswig-Holstein, distrito de Dithmarschen. Sua sede é a cidade de Marne.
É constituído pelos seguintes municípios (populações em 31/12/2006):
1. Diekhusen-Fahrstedt (750)
2. Friedrichskoog (2.489)
3. Helse (946)
4. Kaiser-Wilhelm-Koog (390)
5. Kronprinzenkoog (923)
6. Marne, cidade (5.917)
7. Marnerdeich (357)
8. Neufeld (669)
9. Neufelderkoog (161)
10. Ramhusen (156)
11. Schmedeswurth (209)
12. Trennewurth (268)
13. Volsemenhusen (364)